# Hemiplatytes
Hemiplatytes là một chi bướm đêm thuộc họ Crambidae.

## Các loài
- Hemiplatytes damon
- Hemiplatytes epia (Dyar, 1912)
- Hemiplatytes parallela (Kearfott, 1908)
- Hemiplatytes prosenes (Dyar, 1912)